# Высокопольский поселковый совет (Высокопольский район)
Высокопольский поселковый совет (укр. Високопільська селищна рада) — входит в состав
Высокопольского района
Херсонской области
Украины.
Административный центр поселкового совета находится в 
пгт Высокополье
.

## История
- 1957 — дата образования.

## Населённые пункты совета
- пгт Высокополье
- с. Князевка
- с. Потёмкино
- с. Тополиное